# Min Bahádur Šerčan
Min Bahádur Šerčan (20. června 1931 – 6. května 2017) byl nepálský horolezec. Roku 1960 doprovázel švýcarskou výpravu na vrchol sedmé nejvyšší hory světa Dhaulágirí. V roce 2008, ve svých 76 letech, se stal nejstarším člověkem, který dosáhl vrcholu nejvyšší hory světa Mount Everest. Jeho rekord překonal o pět let později Japonec Júičiró Miura. Šerčan se o výstup pokoušel znovu v roce 2017, ve věku 85 by se opět stal nejstarším, avšak v základním táboře zemřel.